# 阿兰诺
阿兰诺（義大利語：Alanno），是意大利佩斯卡拉省的一个市镇。总面积32.51平方公里，人口3689人，人口密度113.5人/平方公里（2009年）。ISTAT代码为068002。